# Yuxarı Aran
Yuxarı Aran è un comune dell'Azerbaigian situato nel distretto di Beyləqan. Conta una popolazione di 1.623 abitanti.